# Attapeu (thị trấn)

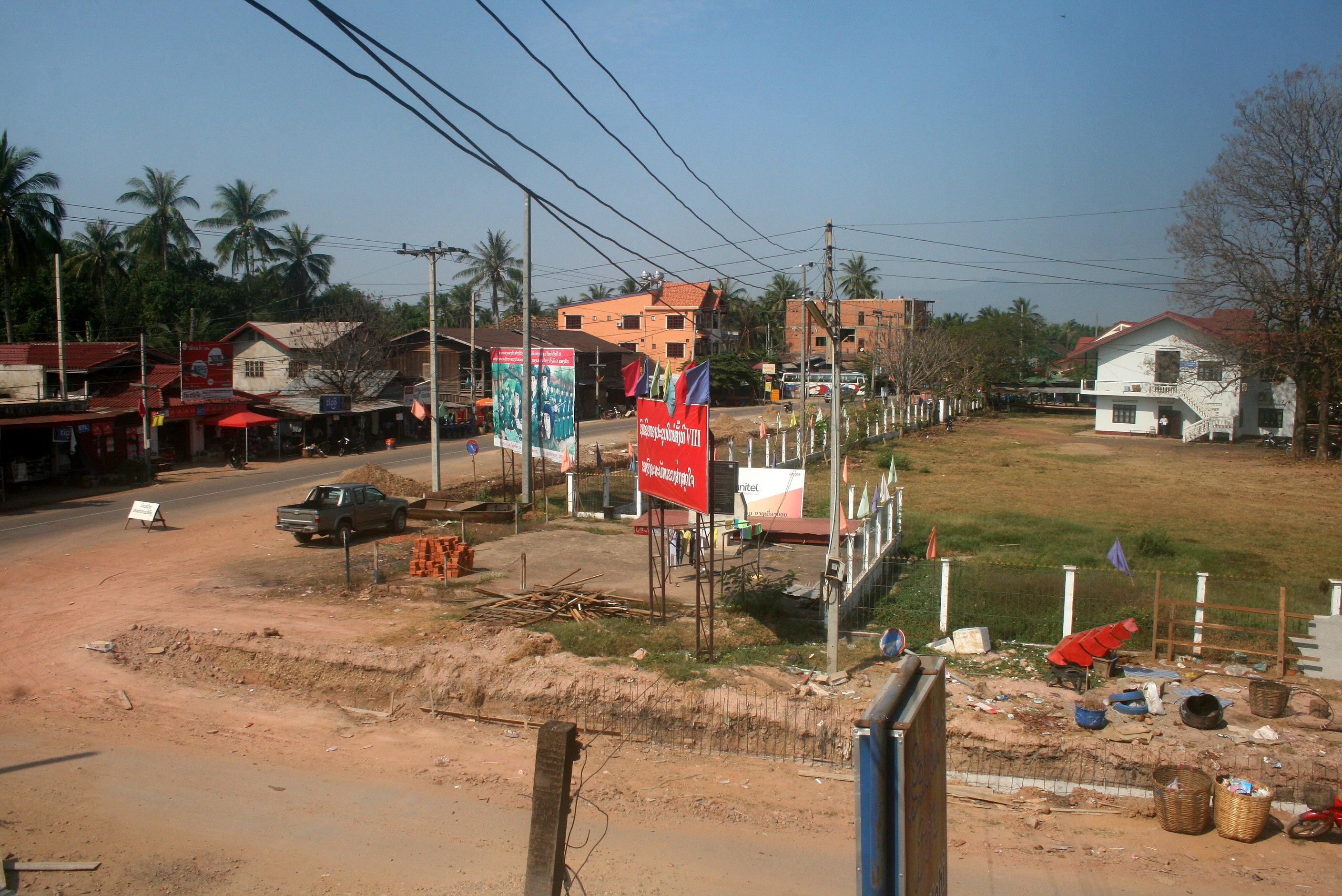
Thị trấn Attapeu

Thị trấn Attapeu (tiếng Lào: ອັດຕະປື - [âttapʉ̄],  phát âm như Át-ta-pừ) vừa là huyện lỵ của huyện Samakkhixai vừa là tỉnh lỵ của tỉnh Attapeu. Huyện nằm trên quốc lộ 18B và bên bờ sông Sekong. Đầu tháng 12 năm 2011, Hội nghị Cấp cao giữa ba nước thành viên của Tam giác Phát triển Việt Nam - Lào - Campuchia đã diễn ra tại đây.